# Недостаточность кислой фосфатазы
Недоста́точность ки́слой фосфата́зы — редкое наследственное заболевание из группы лизосомных болезней накопления. Клиническая симптоматика дефицита кислой фосфатазы развивается в раннем возрасте (до трёх лет жизни). Характеризуется гепатомегалией и задержкой психического развития.

## Историческая справка
О первых пациентах сообщил Henry L. Nadler  с соавторами в 1970 году: была выявлена недостаточность кислой фосфатазы лизосом в ФГА-стимулированных лимфоцитах и культивируемых фибробластах кожи. Уровень активности фермента составлял 20% от нормы в цельном гомогенате фибробластов и примерно 1% от нормы в лизосомальной фракции.
Пренатальная диагностика осуществлялась методом исследования уровня активности кислой фосфатазы в культивируемых клетках амниотической жидкости. Сообщалось о втором синдроме, протекающем на фоне низкого уровня кислой фосфатазы и клинически проявлявшемся опистотонусом и склонностью к кровотечению.

## Наследование

Аутосомно-рецессивный механизм наследования недостаточности кислой фосфатазы: оба родителя являются носителями дефектного гена (помечен красным кружочком). По законам Менделя вероятность того, что дети будут носителями мутантного гена (как их родители), — 50 %, вероятность рождения ребёнка без мутации — 25 %, вероятность рождения больного ребёнка — 25 %.

Недостаточность кислой фосфатазы наследуется, как и подавляющее большинство лизосомных болезней накопления, по аутосомно-рецессивному типу наследования. Следовательно, с одинаковой частотой встречается как у мужчин, так и у женщин. Заболевание клинически манифестирует только в случае, когда обе аутосомы, полученные по одной от отца и матери, являются дефектными по гену ACP2 (повреждение обеих копий гена, находящихся на гомологичных аутосомах 11p11.2).

## Патогенез
Развитие клинической симптоматики обусловлено генетическим дефектом — мутацией гена ACP2, расположенного на коротком плече 11-й хромосомы (локус 11p11.2), кодирующего кислую фосфатазу.

## Клиническая картина
Клиническая картина, описанная у нескольких пациентов, характеризовалась периодической рвотой, гипотензией, летаргией, опистотонусом, терминальным кровотечением и летальным исходом на 1-м году жизни. На фоне выявляемой гепатомегалии, в результате биопсии печени определяются широко распространённые очаги некроза клеток печени: гепатоциты увеличены в размере, цитоплазма вакуолизирована.

## Прогноз
Неблагоприятный. Летальный исход наступает на первом году жизни.